# 박정욱 (모델)
박정욱(1994년 8월 19일 ~ )은 대한민국의 모델이자 배우이다.

## 학력
- 경기대학교 모델학과

## 연기 활동

### 드라마
- 2016년 MBC 아침드라마 《언제나 봄날》 ... 구현준 역
- 2018년 네이버 TV 웹드라마 《빙상의 신》 ... 혁필 역
- 2018년 KBS2 TV소설 《파도야 파도야》 ... 한경호 역

### 방송
- 《패션왕 코리아》 (2013년, SBS)
- 《더 쇼》 (2013년, SBS MTV)

### 광고
- 리니지
- 에잇세컨즈
- 2014 삼성 갤럭시 노트 소치 올림픽